# Segundo de Chomón
Segundo Víctor Aurelio Chomón y Ruiz, dit Segundo de Chomón, est un opérateur et réalisateur espagnol, né le 17 octobre 1871 à Teruel et mort le 2 mai 1929 à l'hôpital Tenon dans le 20e arrondissement de Paris. Il est un des pionniers du cinéma d'animation. 
Il réalise ses premiers films en Espagne avant que Pathé ne l'attire en France où il travaille sous le nom de Chaumont ou Chomont.

## Biographie

### Débuts
Il est le fils d'Isaac Chomón, médecin, et de Luisa Ruiz, mais peu de choses sont connues de son enfance à Teruel. Il a peut-être fait des études de dessin industriel.
Lors d'un voyage à Paris vers 1895, il rencontre Julienne Mathieu, artiste lyrique et comédienne de théâtre, qui devient sa compagne et sa femme. Elle lui fait connaître les premières projections cinématographiques des frères Lumière. En 1897, ils ont un fils, Robert Mathieu. Entre 1897 et 1899, il s'enrôle dans l'armée espagnole et part à Cuba où il participe à la guerre hispano-américaine, puis revient à Paris en 1899. En l'absence de Segundo de Chomón, Julienne Mathieu commence à travailler à l'enluminure, c'est-à-dire au coloriage image par image de films, pour les principales sociétés cinématographiques de l'époque, celles de Georges Méliès et de Charles Pathé. Elle apprend la technique, en particulier au sein de l'atelier de Mme B. Thuillier, cherche à la perfectionner, et décide d'en faire son métier,.
En 1901, Segundo de Chomón, Julienne Matthieu et leur fils s'installent à Barcelone, où ils établissent un petit atelier de coloriage au pochoir de films (procédé Pathécolor), équipé d'un banc-titre rudimentaire pour tourner les titres traduits en espagnol des films de Pathé Frères, qu'il distribue à Barcelone. L'atelier réalise notamment pour Pathé Frères le coloriage de Ali Baba et les quarante voleurs (1902), Danses cosmopolites à transformations (1902), La Fée Printemps (1902), La Vie et la Passion de Jésus-Christ (1902-1903), Guillaume Tell (1903), La Valise de Barnum (1904) et Métamorphoses du papillon (1904).
Parallèlement à ces activités de sous-traitance et de distribution, Segundo de Chomón tourne quelques documentaires pour Pathé Frères, dont Ascension du mont Serrat en Espagne et Descente du mont Serrat, tournés tous deux le même jour, en 1901 (films perdus), en installant la caméra à l'avant du train pour la montée et à l'arrière pour la descente, afin de donner la sensation du mouvement du train, et Barcelone - Parc au crépuscule (1904). À partir de 1902, il réalise quelques films pour la société de production espagnole Macaya y Marro, formée en 1902 par Alberto Marro, l'exploitant de la salle de cinéma Edén Concert à Barcelone, et le financier Luis Macaya. Parmi ceux-ci, Choque de trenes (Collision de trains, 1902, film perdu).
Il interprète également les rôles principaux dans deux de ses courts-métrages, En avant la musique (connu aussi sous La leçon de solfège) et Les œufs de Pâques en 1907.

### Activité cinématographique
Encouragée par Pathé Frères qui lutte contre Star Film, la société de Méliès, la créativité de Segundo de Chomón le place comme l'un des plus grands spécialistes de l'époque de la prise de vues image par image, qu'on appelle en France en 1906 « le mouvement américain » : c'est la technique de la première animation, inconnue en Europe, utilisée abondamment aux États-Unis où elle s'intitule stop animation (voir James Stuart Blackton).
Il signe en 1905 des contrats avec des entreprises telles qu'Itala Film de Turin ou Pathé frères de Paris, avec qui il fonde à Barcelone une succursale espagnole. Segundo de Chomón contribue au développement de la création d'une véritable industrie nationale cinématographique espagnole. Ses films visent le public populaire, avec des mélodrames, des zarzuelas, des drames historiques et des comédies.
Après quatre années passées en France, période la plus prolifique, il retourne à Barcelone en 1910. Là, il s'associe avec Juan Fuster, ouvre un petit studio et produit et réalise plusieurs films espagnols. Il fait aussi partie de l'équipe de quatre opérateurs qui travaillent pour Giovanni Pastrone sur le film Cabiria. Il est responsable de l'impressionnante séquence d'éruption de l'Etna, qui utilise l'effet Schüfftan (une partie du cadre seulement est impressionnée). Dans d'autres scènes, il utilise les déplacements sur rail de la caméra pour magnifier les décorations des temples orientaux, et développe un éclairage expressionniste qui fait ressortir les visages des acteurs et les détails du décor.
Le réalisateur rencontre des difficultés à se faire connaître du grand public bien que son rôle demeure important dans la mise au point des prises de vues image par image. Il est confronté à des réalisateurs à succès comme Georges Méliès, dont il est le grand rival, mais aussi Émile Cohl. 
Le conflit mondial de 1914-1918 pèse lourdement sur son activité, de même qu'à celle de ses concurrents. Les studios Itala Film sont transformés en hôpital. Surtout, l'industrie cinématographique européenne souffre de l'extraordinaire augmentation des coûts du celluloïd, matière première stratégique. La baisse de la production cinématographique n'empêche pas Chomón de travailler avec Giovanni Pastrone dans des films comme El fuego (1915), Tigre real (1916), La guerra y el sueño de Momi (1917), ou Hedda Gabler (1919). Peu après la guerre, il quitte Itala Film et s'associe avec l'artiste de cirque Luciano Albertini pour créer la société de production Albertini Film. 
En 1923, il s'installe à nouveau à Paris. Il travaille avec un ingénieur suisse, Ernest Zollinger, à un système de film en couleurs pour lequel il obtient la médaille d'or de l'Exposition internationale de photographie, optique et cinématographie de Turin. Trois ans plus tard, il participe au tournage de la super-production du cinéma français Napoléon (1927) d'Abel Gance.
En 1929, il se rend au Maroc mais il contracte une maladie grave et décède peu de temps après à Paris.  
Son fils, Robert Chomon, dépose ses maigres archives (350 photos de plateau) au Musée du cinéma de Turin.

## Filmographie

### Comme réalisateur

#### Films réalisés enEspagne
- 1903 : Panorama de Tibidabo
- 1905 : Les Gandins du parc (Los guapos del Parque)
- 1907 : La danza de las mariposas
- 1910 : Una farsa de colas
- 1910 : La fille du garde-côte (La hija del guardacostas)
- 1910 : La expiación
- 1910 : La justice du roi Don Pedro (Justicias del rey Don Pedro)
- 1910 : Fleurs et perles (Flores y perlas)
- 1910 : Amor Gitano
- 1910 : Le pont de la mort (El puente de la muerte)
- 1910 : La fatalité (La Fatalidad)
- 1911 : Pulgarcito
- 1911 : Barcelone, principale ville de la Catalogne
- 1912 : L'antique Tolède
- 1912 : Rêver réveille (Superstition andalouse)

#### Films réalisés enFrance
- 1905 : Le Roi des dollars
- 1906 : L'Obsession du billard
- 1906 : Les Cent Trucs
- 1906 : Le Courant électrique
- 1906 : La Fée aux pigeons
- 1906 : La Dernière sorcière
- 1906 : Plongeur fantastique

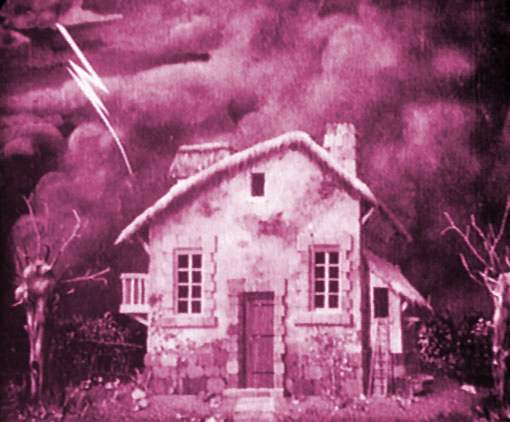
La Maison ensorcelée (1906)

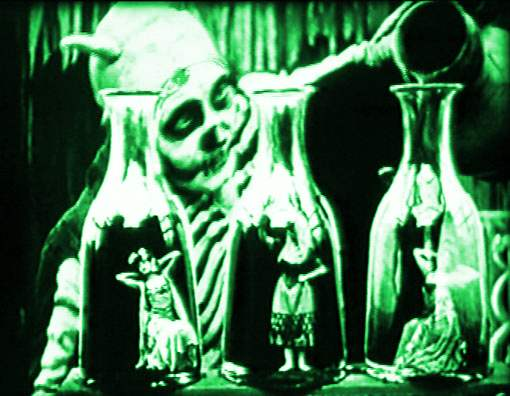
Le Spectre rouge (1907)

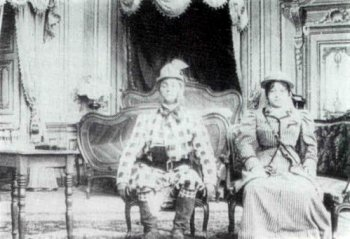
Hôtel électrique (1908), réalisation et rôle principal (en compagnie de Julienne Mathieu, son épouse)

- 1906 : L'Homme aux trente-six têtes
- 1906 : Le Théâtre de Bob
- 1906 : La Maison ensorcelée
- 1906 : Ah ! La Barbe ! (en)
- 1906 : Hallucination musicale
- 1906 : L'Obsession de l'or
- 1906 : Le Mariage du roi Alphonse XIII (documentaire)
- 1906 : Le Troubadour, avec Gabrielle Robinne
- 1906 : L'Antre de la sorcière
- 1906 : Les Roses magiques
- 1907 : Le Sorcier arabe
- 1907 : Vie et Passion de notre seigneur Jésus-Christ
- 1907 : Les Tulipes
- 1907 : Le Charmeur
- 1907 : Le Bailleur
- 1907 : Les Flammes diaboliques
- 1907 : Le Parapluie fantastique
- 1907 : Fantaisies endiablées
- 1907 : Les Œufs de Pâques
- 1907 : La Fée des roches noires
- 1907 : Les Chrysanthèmes
- 1907 : Le Sculpteur express
- 1907 : Silhouettes animées
- 1907 : Le Spectre rouge
- 1907 : Armures mystérieuses
- 1907 : Les Verres enchantés, avec Julienne Mathieu
- 1907 : La Boîte à cigares
- 1907 : Satan s'amuse
- 1907 : L'Étang enchanté, avec Julienne Mathieu
- 1907 : Ali Baba et les Quarante Voleurs
- 1907 : La Forge infernale
- 1907 : En avant la musique, avec Julienne Mathieu
- 1907 : Les Kiriki, acrobates japonais
- 1907 : Les Glaces merveilleuses
- 1907 : Le Baiser de la sorcière
- 1907 : Métempsycose
- 1907 : Le Scarabée d'or
- 1908 : La Table magique
- 1908 : Voyage original
- 1908 : Les Œufs merveilleux
- 1908 : L'Araignée d'or
- 1908 : Création de la serpentine
- 1908 : Voyage oriental
- 1908 : Le secret de la sorcière
- 1908 : Le Rêve des marmitons
- 1908 : Les affiches animées
- 1908 : Sculpteur moderne
- 1908 : Excursion dans la lune
- 1908 : Chiffonniers et caricaturistes
- 1908 : Le Rêve de Toula
- 1908 : La Grenouille, avec Julienne Mathieu
- 1908 : Les Lunatiques
- 1908 : L'Auberge tranquille
- 1908 : L'Insaisissable Pickpocket
- 1908 : Les Papillons japonais
- 1908 : La Légende du Fantôme
- 1908 : Les Flammes mystérieuses
- 1908 : Déménagement magnétique
- 1908 : Les tribulations du roi Tétaclaque
- 1908 : L'aspirateur
- 1908 : Les Grotesques
- 1908 : Cuisine magnétique
- 1908 : Le chevalier mystère
- 1908 : Hôtel électrique, avec Julienne Mathieu
- 1908 : L'écran magique
- 1908 : La grotte des esprits
- 1908 : Mes fleurs
- 1908 : Magie moderne
- 1908 : L'abeille et la rose
- 1908 : Le voleur mystérieux
- 1908 : Les pantins de Misole
- 1908 : Les ombres chinoises
- 1908 : Les jouets vivants
- 1909 : Symphonie bizarre
- 1909 : Le Voleur invisible
- 1909 : La liquéfaction des corps
- 1909 : Les Cocottes en papier
- 1909 : Le Petit Poucet
- 1909 : L'âne de la sorcière
- 1909 : La forge du diable
- 1909 : Les cadeaux de la fée
- 1909 : Le jeu de patience
- 1909 : Farce macabre
- 1909 : Cauchemar et doux rêves
- 1909 : Les têtes fantastiques
- 1909 : Voyage à la planète Jupiter
- 1909 : La leçon de musique
- 1909 : Pickpock ne craint pas les entraves
- 1909 : Une excursion incohérente
- 1909 : Les guirlandes merveilleuses
- 1909 : Mars
- 1909 : Le Roi des Aulnes
- 1910 : Voyage au centre de la Terre
- 1912 : Métamorphoses, avec France Mathieu

#### Films réalisés enItalie
- 1916 : La guerre et le rêve de Momi

### Comme chef-opérateur
- 1905 : La Poule aux œufs d'or de Gaston Velle
- 1906 : Aladin ou la lampe merveilleuse, d'Albert Capellani
- 1908 : Transformations élastiques, de Jean Durand
- 1913 : Plus fort que Sherlock Holmes (Più forte che Sherlock Holmes) de Giovanni Pastrone
- 1914 : Cabiria, de Giovanni Pastrone
- 1927 : Napoléon, d'Abel Gance pour les effets spéciaux